# اچ‌ام‌اس کمپنفلت (آر۰۳)
اچ‌ام‌اس کمپنفلت (آر۰۳) (به انگلیسی: HMS Kempenfelt (R03)) یک کشتی است که طول آن ۳۶۲٫۷۵ فوت (۱۱۰٫۵۷ متر) می‌باشد. این کشتی در سال ۱۹۴۳ ساخته شد.